# Правоторов, Геннадий Иванович
Генна́дий Ива́нович Правото́ров (род. 24 мая 1941 года, Курск, РСФСР) — советский и российский художник, скульптор, педагог, медальер и поэт. Академик РАХ (2007). Заслуженный художник РФ (1996). Народный художник РФ (2004). Лауреат премии Ленинского комсомола (1978). Член Союза художников России.

## Биография
В 1959 году окончил Курское художественное училище. В 1968 году — Московское высшее художественно-промышленное училище (бывшее Строгановское) (кафедра монументально-декоративной скульптуры, педагоги: профессор Г. А. Шульц, Р. Р. Иодко, Г. Д. Жилкин).
В 1968—1982 гг. преподавал на кафедре рисунка Московской государственной художественно-промышленной академии имени С. Г. Строганова.
С 1987 года член правления Союза художников России.
Лауреат московских, всероссийских и международных конкурсов по монументальному искусству. Автор монументальных произведений, создатель особого рода пластических композиций, автор портретных образов современников и ряда исторических портретов. Станковые произведения представлены в собраниях Государственного исторического музея (Москва), Государственного музея изобразительных искусств имени А. С. Пушкина (Москва), Государственной Третьяковской галереи, а также во многих музеях России и зарубежных коллекциях.

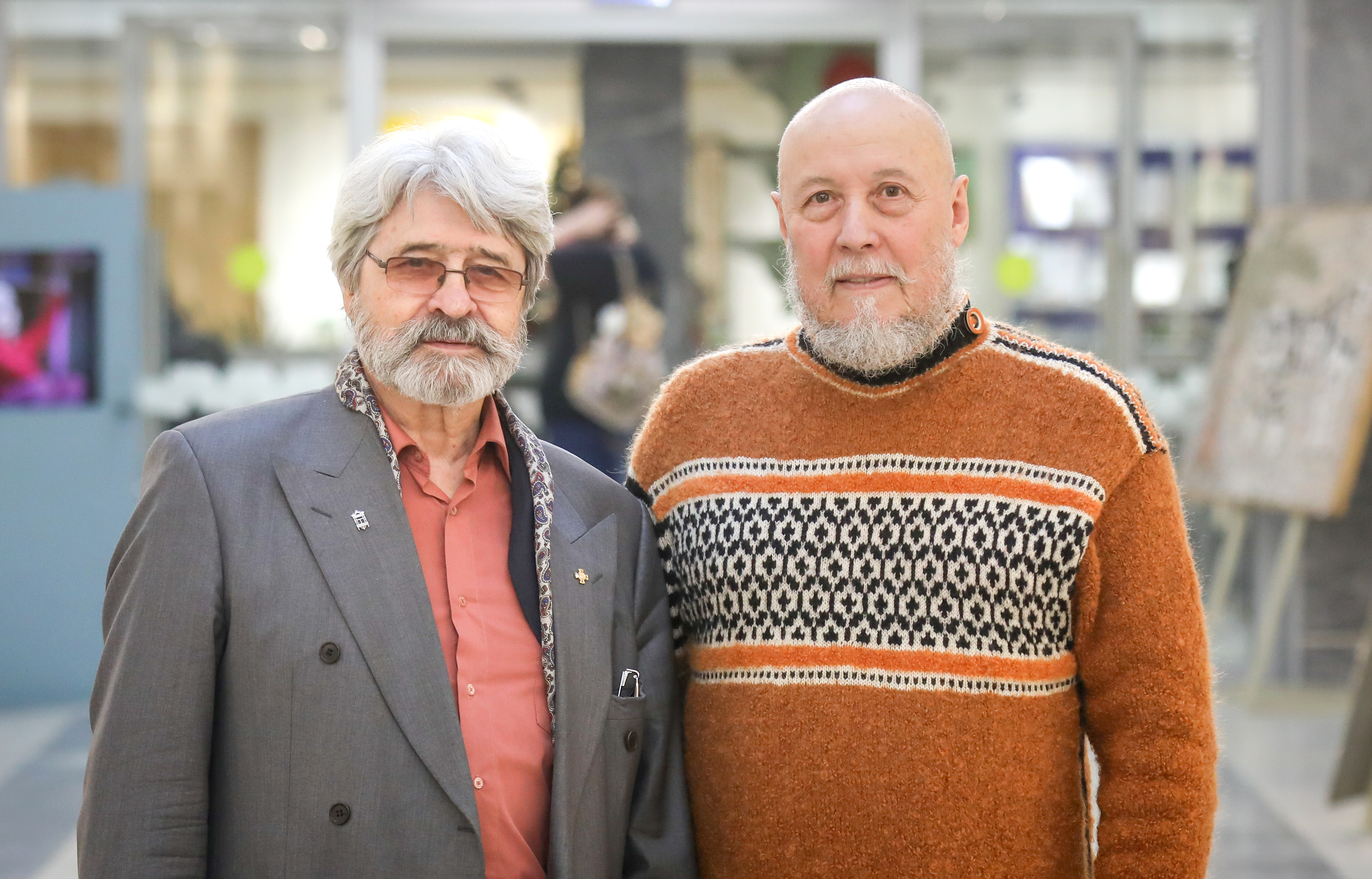
Народные художники РФ Геннадий Правоторов (слева) и Александр Муравьев в Российской государственной детской библиотеке.

## Произведения
- памятник-бюст Герою Социалистического труда Е. М. Давыдову (Московская область, 2011 г.)
- памятник-бюст Герою Социалистического труда А. М. Славину (Московская область,2011 г.)
- памятник авиаконструктору М. Л. Миль (Москва, 2010 г.)
- автор медалей в честь Л. Толстого, А. Пушкина, А. Рублева, Ивана Федорова, А. Дейнеки, К. Петрова-Водкина[7], памятной медали, посвящённой 80-летию строительства Сурского и Казанского оборонительных рубежей

## Награды
- Медаль ордена «За заслуги перед Отечеством» II степени (2016)[8].
- Медаль «В память 850-летия Москвы» (1997).
- Народный художник РФ (2004)[4].
- Заслуженный художник РФ (1996)[3].
- Премия Ленинского комсомола (1978).